# 907
| 907                |
| ------------------ |
| Dødsfald - Fødsler |
|                    |

| Gregoriansk kalender | 907 CMVII               |
| Ab urbe condita      | 1660                    |
| Armensk kalender     | 356 ԹՎ ՅԾԶ              |
| Kinesiske kalender   | 3603 – 3604 丙寅 – 丁卯 |
| Etiopisk kalender    | 899 – 900               |
| Jødisk kalender      | 4667 – 4668             |
| Hindukalendere       |                         |
| - Vikram Samvat      | 962 – 963               |
| - Shaka Samvat       | 829 – 830               |
| - Kali Yuga          | 4008 – 4009             |
| Iransk kalender      | 285 – 286               |
| Islamisk kalender    | 294 – 295               |

Se også 907 (tal)